# Эйзенбах, Артур

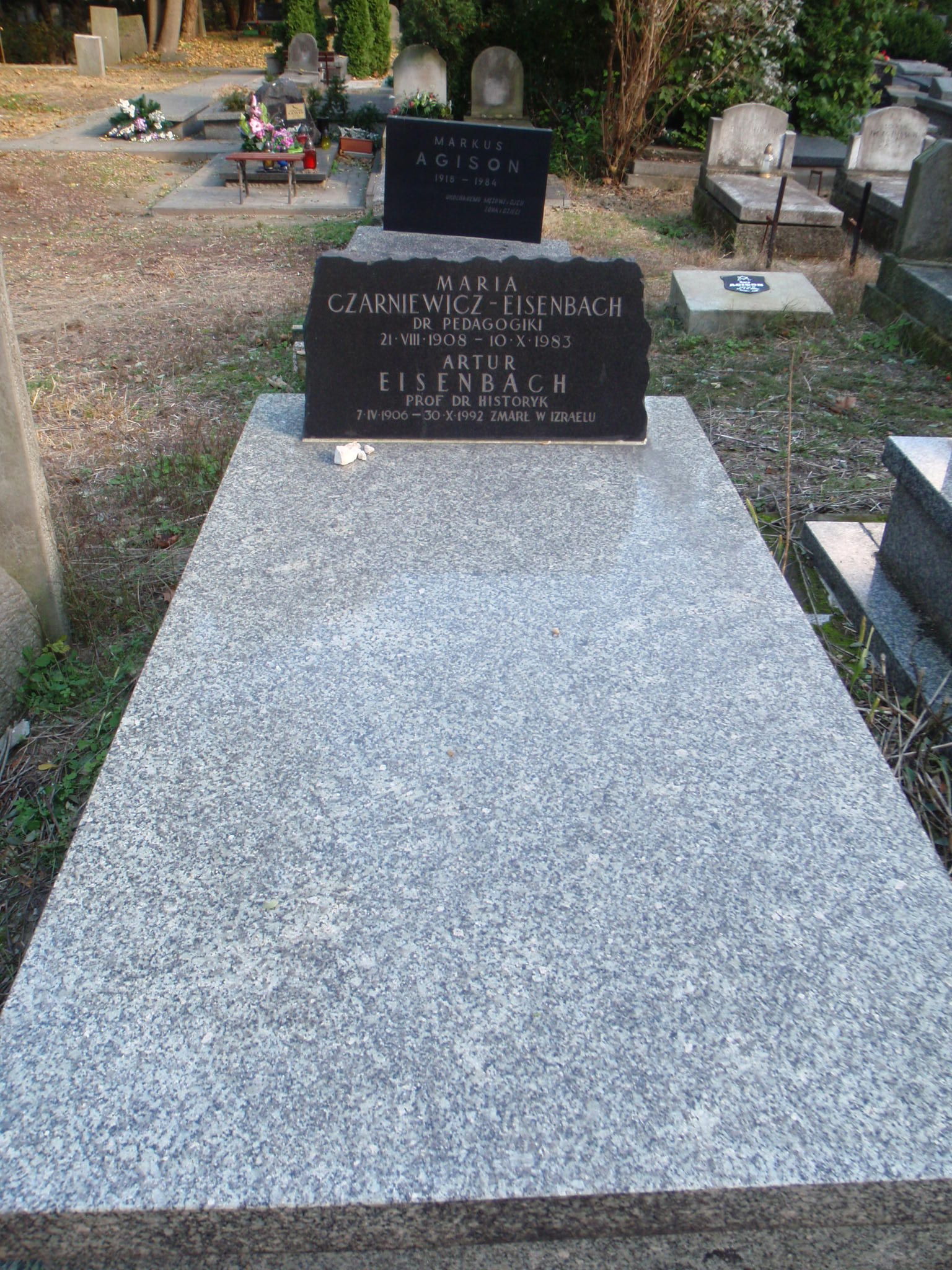
Символическая могила Артура Эйзенбаха на варшавском еврейском кладбище

Артур Эйзенбах (пол. Artur Eisenbach, 7 апреля 1906 года, Новы-Сонч — 30 октября 1992 года, Тель-Авив, Израиль) — польский историк еврейского происхождения, специалист по истории евреев в Польше, директор Еврейского исторического института с 1966 по 1968 год.

## Биография
Артур Эйзенбах родился 7 апреля 1906 года в городе Новы-Сонч. После окончания начальной школы работал слесарем. В 1923 году закончил учительские курсы в Вильне. В 1927 году переехал в Краков. В 1930 году Артур Эйзенбах поступил на исторический факультет Ягеллонского университета. Был учеником Марсели Гандельсмана и под его руководством писал магистерскую диссертацию. В 1935 году он защитил диссертацию и стал работать в Обществе охраны здоровья, одновременно изучая историю евреев в Польше. Артур Эйзенбах был членом варшавской исторической комиссии Научного еврейского института, располагавшегося в то время в Вильне.
После начала II мировой войны вместе с семьёй переехал в город Бучач, откуда он без семьи перебрался вглубь Советского Союза. В 1946 году вернулся в Варшаву и стал работать в Центральной еврейской исторической комиссии, действовавшей при Центральном комитете польских евреев. Позднее управлял архивом Еврейского исторического института, директором которого он был назначен в 1966 году. Был сотрудником Исторического института Польской академии наук с 1966 года.
Во время мартовских событий польские власти на волне антисемитизма пытались закрыть институт. Артур Эйзенбах противостоял давлению властей, за что он был снят с должности директора Еврейского исторического института.
В 1977 году вышел на пенсию. В 1987 году выехал в Израиль, где сотрудничал с Еврейским университетом в Иерусалиме и институтом Яд ва-Шем.
Заболев раком, Артур Эйзенбах 30 октября 1992 года совершил самоубийство в Тель-Авиве и там же был похоронен.
Его символическая могила находится на варшавском еврейском кладбище.

## Научная деятельность
Артур Эйзенбах занимался главным образом сбором и изучением документов, связанных с Холокостом, часть которых была использована при процессе над нацистскими преступниками. В конце своей жизни он работал над выпуском сочинений Эммануила Рингельблюма.

## Сочинения
- Hitlerowska polityka eksterminacji Żydów w latach 1939-45 (1953);
- Kwestia równouprawnienia Żydów w Królestwie Polskim (1972);
- Hotel Lambert wobec sprawy żydowskiej w przededniu Wiosny Ludów (1976);
- Problem emancypacji Żydów w opinii Wielkiej Emigracji przed powstaniem styczniowym (1976);
- Wielka emigracja wobec kwestii żydowskiej : 1832—1849 (1976);
- Ludność żydowska Królestwa a powstanie listopadowe (1976);
- Z dziejów ludności żydowskiej w Polsce w XVIII i XIX w. (1983);
- Emancypacja Żydów na ziemiach polskich 1785—1870 na tle europejskim (1987);

## Источник
- Alina Cała, Hanna Węgrzynek, Gabriela Zalewska: Historia i kultura Żydów polskich. Słownik. Warszawa: Wydawnictwo Szkolne i Pedagogiczne, 2000. ISBN 83-02-07813-1.